# منورالسلطنه
منورالسلطنه شاهزاده قاجار و دختر فیروز میرزا پسر عباس میرزا بود. مادرش دختر میرزا حسن مستوفی‌الممالک آشتیانی بود. منورالسلطنه با میرزا احمدخان امیرزاده (ملقب به ساعدالملک) پسر امیرکبیر ازدواج کرد. فیروز میرزا از ازدواج دوم خود چهار فرزند داشت از جمله عبدالحسین میرزا فرمانفرما و نجم‌السلطنه. نجم‌السلطنه مادر محمد مصدق است، بنابراین منورالسلطنه خاله مصدق بوده است
منورالسلطنه از ساعدالملک صاحب سه دختر شد. دختر دوم او قمرتاج خانم به ازدواج میرزا صالح آصف‌الدوله درآمد.